# Laholm
Laholm – miasteczko w południowej Szwecji. Siedziba władz administracyjnych gminy Laholm w regionie Halland. Położone u ujścia rzeki Lagan do cieśniny Kattegat. W 2018 roku liczyło 6798 mieszkańców. Laholm jest najstarszym i najmniejszym miastem w Halland. Prawa miejskie uzyskało już w XIII wieku.
W latach 800–1000 (czasy wikingów) była tu osada i targ. Znajdował się tu duński fort, który został zniszczony w 1645 przez Szwedów. W XX wieku na rzece Lagan wybudowane zostały elektrownie wodne. Najstarszym budynkiem w mieście jest kościół św. Klemensa. W Laholm działa Muzeum Rysunku i Muzeum Ceramiki.
W  mieście jest stacja kolejowa Laholm.
Jest miastem partnerskim Głogowa.

## Zdjęcia

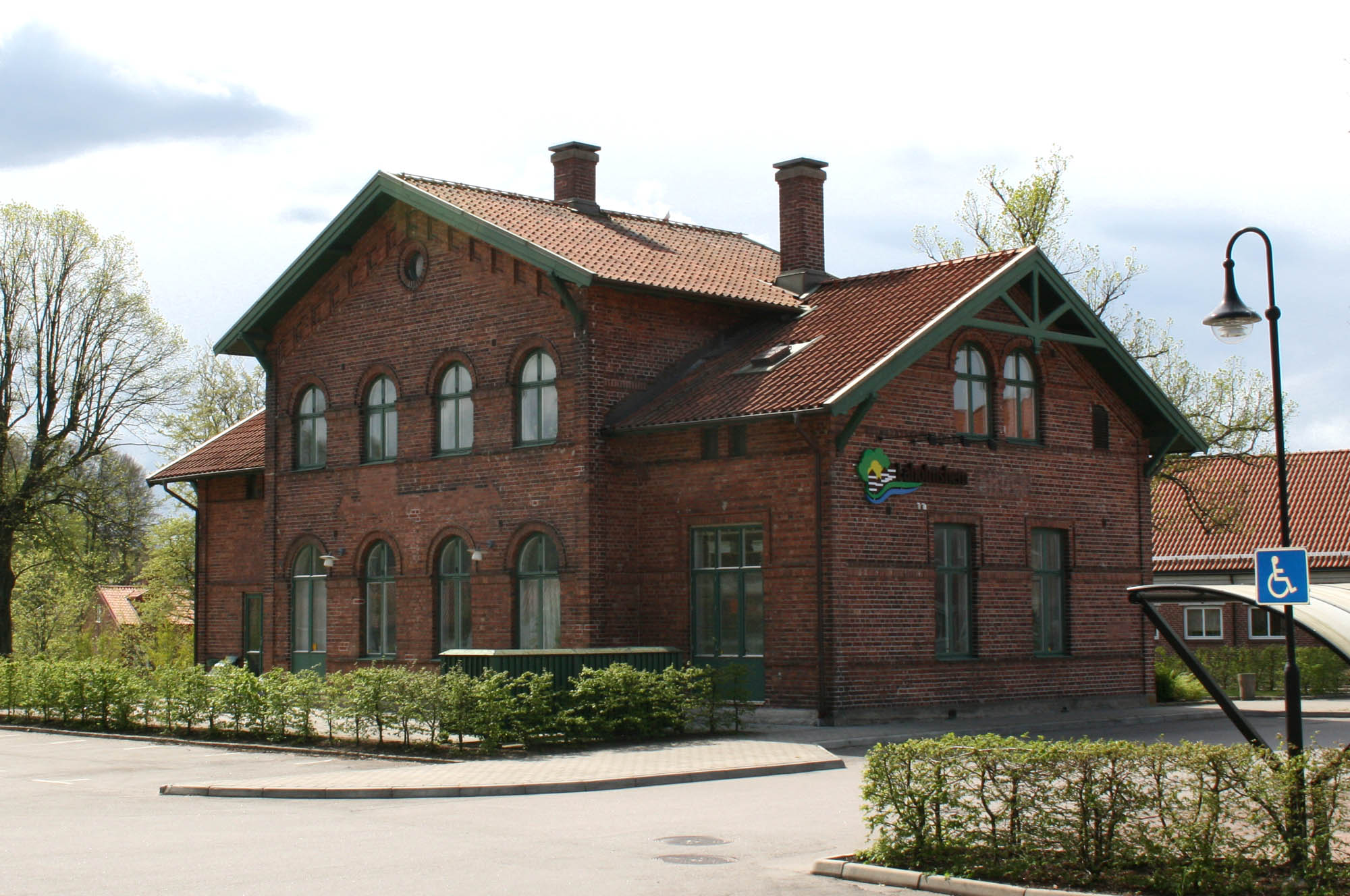
Dawna stacja kolejowa
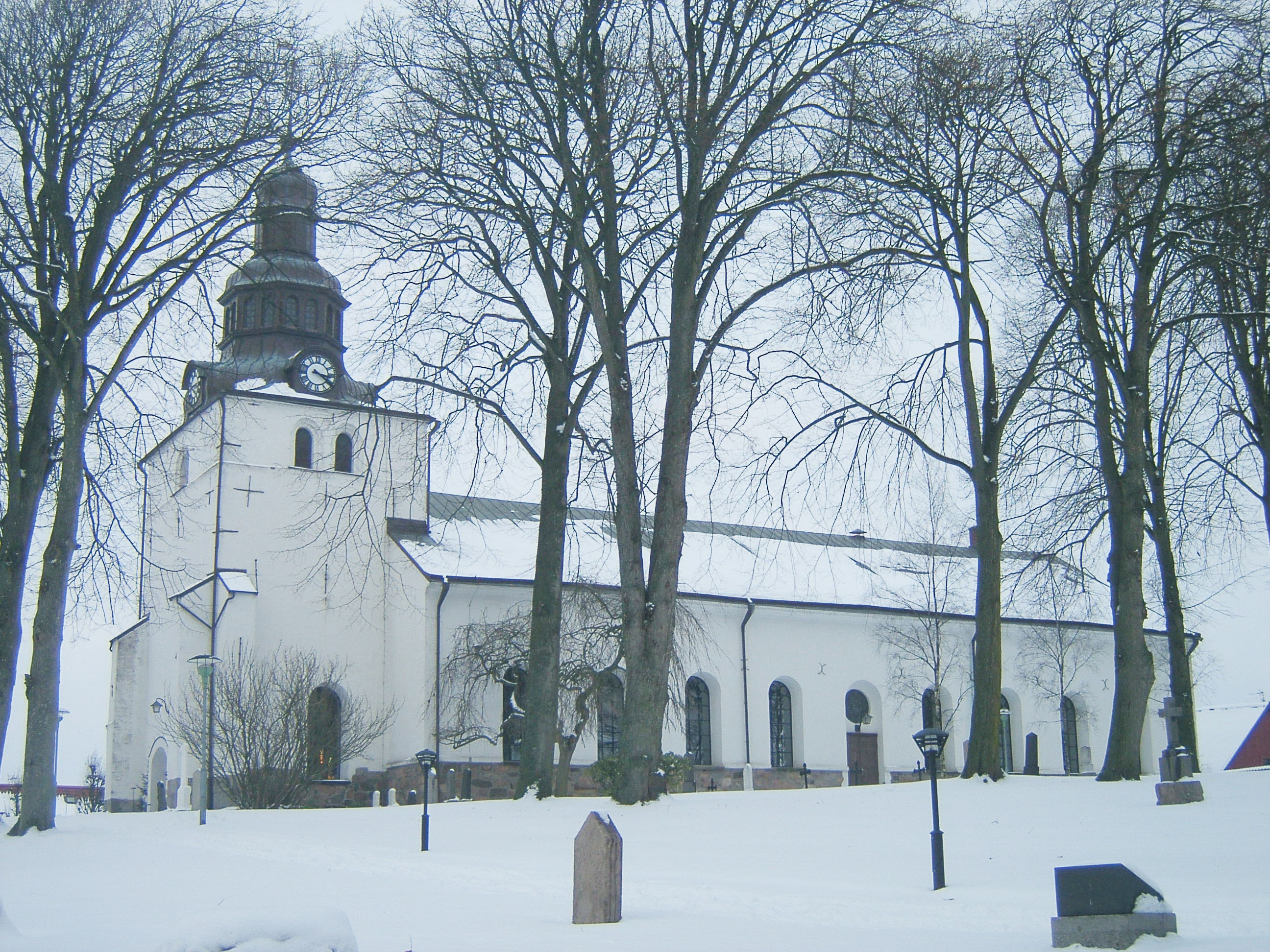
Kościół w Laholm
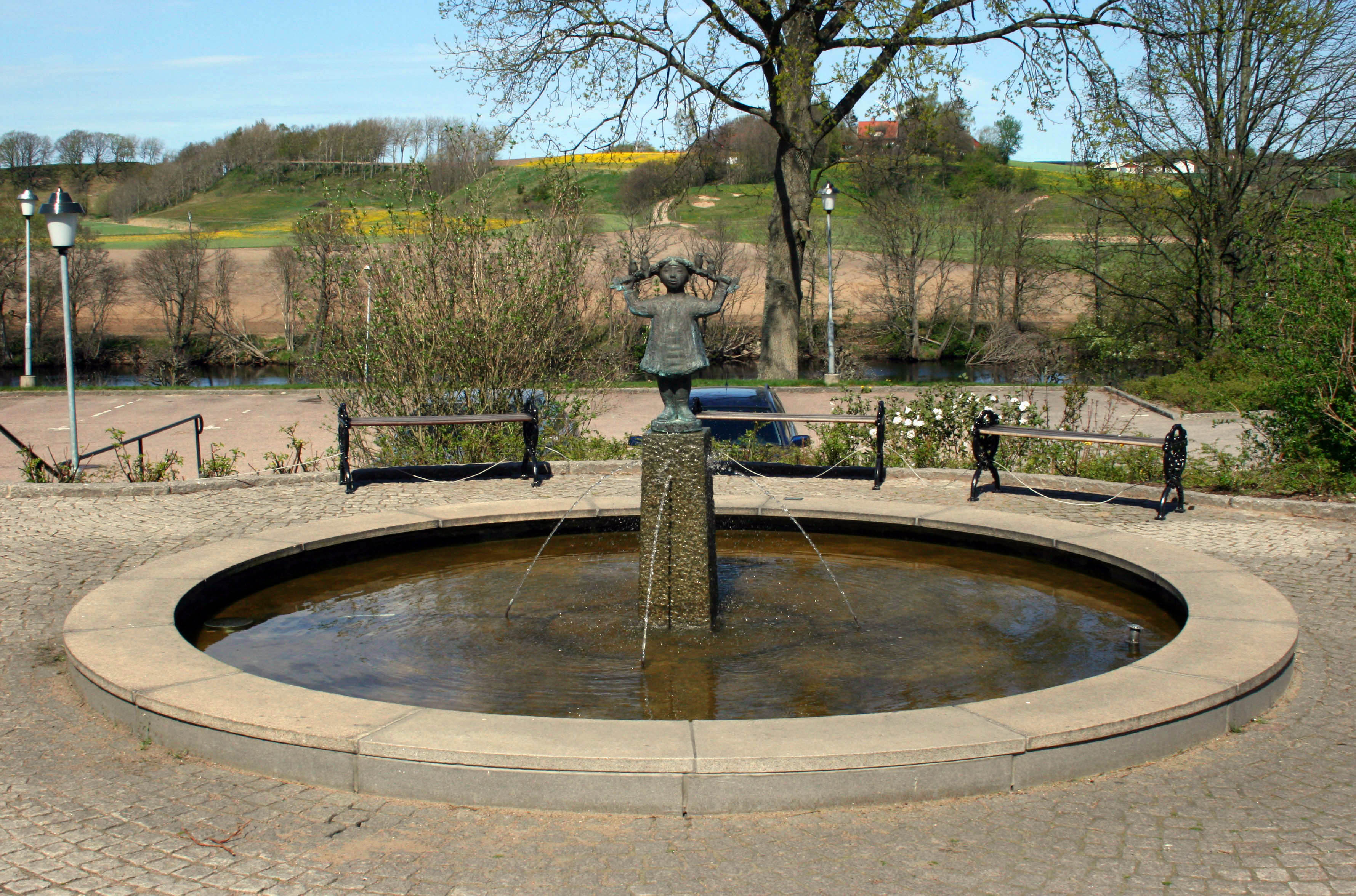
Fontanna